# Plectrocnemia lacuna
Plectrocnemia lacuna är en nattsländeart som beskrevs av Arturs Neboiss 1977. Plectrocnemia lacuna ingår i släktet Plectrocnemia och familjen fångstnätnattsländor. Inga underarter finns listade i Catalogue of Life.